# Contim
Contim é uma povoação portuguesa do Município de Montalegre que foi sede da extinta Freguesia de Contim, freguesia que tinha 11,25 km² de área e 87 habitantes (2011), e, por isso, uma densidade populacional de 7,7 hab/km².
A Freguesia de Contim foi extinta (agregada) pela reorganização administrativa de 2012/2013, tendo o seu território sido agregado ao das Freguesias de Paradela e de Fiães para criar a União de Freguesias de Paradela, Contim e Fiães.

## População
| Número de habitantes | Número de habitantes | Número de habitantes | Número de habitantes | Número de habitantes | Número de habitantes | Número de habitantes | Número de habitantes | Número de habitantes | Número de habitantes | Número de habitantes | Número de habitantes | Número de habitantes | Número de habitantes | Número de habitantes |
| -------------------- | -------------------- | -------------------- | -------------------- | -------------------- | -------------------- | -------------------- | -------------------- | -------------------- | -------------------- | -------------------- | -------------------- | -------------------- | -------------------- | -------------------- |
| 1864                 | 1878                 | 1890                 | 1900                 | 1911                 | 1920                 | 1930                 | 1940                 | 1950                 | 1960                 | 1970                 | 1981                 | 1991                 | 2001                 | 2011                 |
| 375                  | 399                  | 392                  | 377                  | 358                  | 333                  | 378                  | 330                  | 355                  | 360                  | 317                  | 254                  | 138                  | 100                  | 87                   |

(Obs.: Número de habitantes "residentes", ou seja, que tinham a residência oficial neste concelho à data em que os censos  se realizaram.)

## Património
- Igreja Matriz de Contim;
- Capela de São Pedro;
- Igreja da Vila de Abril.